# Bitwa pod Azaz
Bitwa pod Azaz – bitwa pomiędzy siłami łacinników na Wschodzie a Turkami Seldżuckimi z Syrii i Mosulu, mająca miejsce 11 czerwca 1125 roku, zakończona zwycięstwem chrześcijan.

## Wydarzenia poprzedzające bitwę

### Pojmanie Joscelina i Baldwina II przez Turków
We wrześniu 1122 roku, hrabia Edessy Joscelin i Waleran z Biredżiku na czele niewielkiego hufca konnicy zapuścili się na terytorium muzułmańskie. Dotarli aż pod Sarudż, gdy niespodziewanie natknęli się na oddziały emira Charpurtu i Sarudżu z rodu Artukidów, Balaka. Przystąpili do walki i poszli do szarży na nieprzyjaciela, lecz lunął gwałtowny deszcz, który uczynił z równiny grząskie błoto. Konie ciężkozbrojnych łacinników zaczęły się ślizgać i potykać, a w tym czasie lżej opancerzeni Turkmeni bez trudu ich otoczyli. Joscelin i Waleran dostali się do niewoli wraz ze swoimi sześćdziesięcioma towarzyszami. Balak od razu zwrócił się do Joscelina z propozycją zwrócenia wszystkim jeńcom wolności w zamian za oddanie mu Edessy. Hrabia stanowczo odrzucił te warunki i w efekcie Turcy odstawili pojmanych do twierdzy w Charpurcie. Uwięzienie Joscelina nie przeszkodziło jego rycerzom w dokonywaniu kolejnych wypadów na ziemie muzułmańskie. Był to jednak cios dla prestiżu łacinników, do tego Hrabstwo Edessy zostało pozbawione władcy. W tej sytuacji rządy edesseńskie przejął król Jerozolimy Baldwin II, będący seniorem Joscelina. Niewątpliwie spowodowało to pewne osłabienie hrabstwa, gdyż król miał też na głowie wiele innych spraw i nie mógł poświęcić całej swojej uwagi Edessie. Na szczęście dla chrześcijan syryjskich, w listopadzie tego roku zmarł wielki wódz muzułmański z dynastii Artukidów - Ilghazi - a jego synowie - Sulajman i Timurtasz - w pełni zaangażowali się w sprawę sukcesji po ojcu. Sytuację wykorzystał Balak, będący siostrzeńcem Ilghaziego, który rozszerzył swoje panowanie o ziemie na południu i zaanektował Harran. 
Król Baldwin udał się do Edessy, by załatwić sprawę administracji hrabstwa. Po namyśle powierzył ją Gotfrydowi Mnichowi, seniorowi Maraszu, po czym wyruszył na północny wschód na czele niewielkiego oddziału, aby dokonać rozpoznania obszaru, na którym Turcy więzili Joscelina. 18 kwietnia 1123 roku, rozbił obóz w pobliżu Gargaru nad Eufratem. Gdy rankiem opuścił swoich żołnierzy i wyszedł na polowanie, Balak, którego nie spodziewano się w tej okolicy, nagle uderzył na jego obóz. Turcy wybili prawie cały hufiec królewski, a Baldwina wzięli do niewoli i ostawili do Charpurtu, gdzie przebywał Joscelin.
Sytuacja łacinników stała się poważna. Hrabstwo Edessy mogło się obejść bez Joscelina, ale król Baldwin był suzerenem wszystkich chrześcijan na Wschodzie. Do tego sprawował rządy nie tylko w Jerozolimie, ale i w Edessie, a także w Antiochii, gdzie był regentem nieletniego Boemunda II. Fakt, że podczas nieobecności króla, administracja we wszystkich trzech państwach nadal funkcjonowała normalnie, świadczył o zdolnościach Baldwina, który oparł swoją władzę w Outremerze na bardzo silnych fundamentach i trzymał przy sobie ludzi zdolnych sprostać tej sytuacji. W Antiochii przejął rządy patriarcha Bernard, Gotfryd Mnich nie wypuścił z rąk władzy w Edessie, a w Jerozolimie Rada Królestwa tymczasowo powierzyła rządy Eustachemu Garnierowi, seniorowi Cezarei i Sydonu.

### Walki w Charpurcie i ucieczka Joscelina
Pojmanie króla Baldwina ogromnie zwiększyło prestiż emira Balaka. Swój rozgłos w świecie muzułmańskim wykorzystał on do zajęcia Aleppa w czerwcu. Następnie przystąpił do ofensywy przeciwko łacinnikom. W tym samym czasie, Joscelin obmyślił plan ucieczki. Od kiedy tylko przybył na Wschód, Ormianie zawsze darzyli go wielką sympatią. Swoją popularność wśród autochtonicznej ludności chrześcijańskiej zwiększył jeszcze bardziej, gdy pojął za żonę ormiańską księżniczkę Beatrycze. Prestiż ten nie zmalał ani trochę nawet po śmierci jego żony, gdyż jako hrabia Edessy, Joscelin nie był dla swych ormiańskich poddanych tak surowy, jak jego poprzednicy. Szczęśliwie dla niego, Charpurt leżał na ziemiach zamieszkanych w głównej mierze przez Ormian. Jeden z lokalnych wieśniaków podjął się przemycenia od Joscelina wiadomości do jego ormiańskich przyjaciół, którzy bezzwłocznie przystąpili do organizowania pomocy dla uwięzionych. Wkrótce grupa pięćdziesięciu Ormian dostała się do twierdzy przebrana za zakonników i kupców pod pozorem wizyty u namiestnika Charpurtu. Dostawszy się do twierdzy, wyciągnęli ukrytą wcześniej broń i wybili turecki garnizon, po czym pospieszyli uwolnić Baldwina i Joscelina. Charpurt znalazł się w rękach łacinników.
Po odbyciu narady, postanowiono, że Joscelin opuści twierdzę i uda się do Antiochii, skąd sprowadzi pomoc, a w tym czasie król Baldwin zorganizuje obronę i postara się utrzymać Charpurt aż do przybycia posiłków. Hrabia Edessy czym prędzej wymknął się z zamku wraz z trzema Ormianami, którzy pomagali mu w przedostaniu się przez wrogie terytorium. Joscelin niepostrzeżenie prześliznął się przez gromadzące się w okolicy oddziały tureckie i po wielu przygodach dotarł do Turbesselu, skąd zabrał wierzchowca i pogalopował do Antiochii. Kiedy dotarł do miasta, patriarcha Bernard powiadomił go, że posiada za mało żołnierzy, by móc udzielić pomocy Baldwinowi, w dodatku musi się bronić przed atakami muzułmanów. Za jego radą, Joscelin pognał do Jerozolimy, gdzie zwołał Radę i przedstawił jej zaistniałą sytuację. Pospiesznie zebrano rycerzy, którzy forsownymi marszami udali się pod wodzą Joscelina do Turbesselu, skąd planowali wyruszyć do Charpurtu. Lecz dotarłszy na miejsce dowiedzieli się, że przybyli za późno. Zdobywszy w sierpniu chrześcijańską Albarę, Balak otrzymał niepokojące wieści o zamachu w Charpurcie. Natychmiast wyruszył pod mury twierdzy - szybciej, niż się tego spodziewano. Zwrócił się do Baldwina o kapitulację, ale, usłyszawszy odmowę, przystąpił do oblężenia i zdobył zamek. Nakazał wymordować wszystkich łacinników i Ormian z wyjątkiem samego króla, jego siostrzeńca oraz Waleriana, których nakazał przenieść do trudniej dostępnego więzienia w Harranie.

### Uwolnienie Baldwina i przymierze frankijsko-saraceńskie
Przeniesienie jeńców do Harranu praktycznie uniemożliwiło łacinnikom odzyskanie ich na drodze wojennej. Harran leżał w głębi muzułmańskiego terytorium i Joscelin nie mógł ryzykować, by wraz z wojskami zapuścić się tak daleko na ziemie nieprzyjaciela, do tego miasto było dobrze bronione. Dlatego dokonawszy wypadu w okolice Aleppa, Joscelin odesłał rycerzy królewskich z powrotem do Jerozolimy, dokąd powrócili z pustymi rękami. Balak szykował się do wszczęcia nowej ofensywy przeciwko łacinnikom, ale wpierw musiał rozprawić się z rebelią namiestnika Manbidżu. 6 maja 1124 roku zabiła go strzała wystrzelona z cytadeli przez jednego z buntowników. Jego nagły zgon był wielkim ciosem dla islamu i zakończył okres dominacji dynastii Artukidów na arenie politycznej w Syrii.
Po śmierci emira Balaka, król Jerozolimy dostał się w ręce władcy Mardinu Timurtasza, syna Ilghaziego. Pragnął on pozbyć się odpowiedzialności za uciążliwe pilnowanie monarchy, a także zależało mu na zyskaniu wysokiego okupu. Zwrócił się przeto do łacinników, aby omówić z nimi warunki uwolnienia Baldwina. Królowa Morfia i hrabia Joscelin uzgodnili z Timurtaszem szczegóły. Okup miał wynosić osiemdziesiąt tysięcy dinarów oraz zrzeczenie się praw do kilku ważnych miast - Al-Asaribu, Kafartaby, Al-Dżazru i Zardany - ponadto gwarancję udzielenia pomocy w walce przeciwko wodzowi beduińskiemu Dubajsowi. Timurtasz zażądał zaliczki w wysokości dwudziestu tysięcy dinarów i poręczenia spłaty reszty okupu poprzez oddanie mu zakładników, którymi miały być dwie córki Baldwina, syn Joscelina oraz dziesięciu innych młodzieńców z wysokich rodów. Pertraktacje te prowadził w imieniu Timurtasza emir Szajzaru Abu al-Asakir Sultan. Na warunki muzułmanów przystano i z końcem czerwca Baldwin opuścił Harran, skąd został odstawiony do Aleppa, a następnie udał się do Antiochii, gdzie dotarł pod koniec sierpnia.
Baldwin nie dotrzymał wszystkich warunków okupu. Patriarcha Antiochii Bernard stwierdził, że król nie ma prawa przekazać Timurtaszowi obiecanych miast antiocheńskich, gdyż nie jest ich pełnoprawnym władcą, lecz jedynie regentem Boemunda II. Król wystosował do emira list, w którym przepraszał i usprawiedliwiał swoje postępowanie. Przekonało to Timurtasza, który nie chciał wywoływać nowego konfliktu, bo zależało mu na otrzymaniu reszty okupu w postaci pieniędzy. Jednak stwierdziwszy, że emir jest nastawiony tak ugodowo, Baldwin bez wahania złamał kolejne postanowienie traktatu i zamiast wystąpić przeciwko Dubajsowi, sprzymierzył się z nim i uzyskał wsparcie wojsk Beduinów. Do powstałej koalicji przyłączył się także pretendent do tronu Aleppa, Sultanszah, oraz Tughril Arslan, wypędzony przez swoich pobratymców brat sułtana rumijskiego - obaj wodzowie przybyli wraz ze swoimi oddziałami. Wiarołomstwo króla Baldwina tak rozzłościło Timurtasza, że skazał on na śmierć Waleriana i królewskiego siostrzeńca, którzy wciąż przebywali u niego w niewoli.

## Bitwa

### Wojna z sułtanem seldżuckim
Połączone siły łacinników, Beduinów i Turków przystąpiły do działań wojennych przeciwko Timurtaszowi Artukidzie. Za swój cel obrały miasto Aleppo i przystąpiły do oblężenia. Przebywający w Mardinie Timurtasz nie mógł udzielić obrońcom należytej pomocy, gdyż był całkowicie pochłonięty sprawami sukcesji po swoim umierającym bracie Sulajmanie, gdyż chciał po jego śmierci przejąć Majjafarikin. Artukida nakazał władzom Aleppa bronić się tak długo, jak tylko zdołają. Oblężenie trwało trzy miesiące, a głodujący obrońcy znajdowali się w rozpaczliwej sytuacji. Ponownie wysłali poselstwo do Timurtasza z naglącą prośbą o ratunek, lecz znów nie odnieśli żadnych rezultatów poza rozzłoszczeniem swojego wodza. Zdesperowani, posłali kuriera do Mosulu, chcąc oddać się pod opiekę Sułtanatu Seldżuckiego. Tam wysłuchano ich próśb i natychmiast wyprawiono do Syrii atabega mosulskiego i weterana wojny z łacinnikami z 1114 roku - Aksunkura al-Bursukiego. Niezwłocznie wysłał on do Aleppa posiłki, a sam zebrał armię i, zyskawszy błogosławieństwo sułtana Mahmuda, wyruszył przeciwko chrześcijanom.
Znalazłszy się w okolicy obleganego Aleppa, wydał rozkaz wszystkim okolicznym emirom, by dołączyli do jego armii. Lokalni władcy muzułmańscy, w tym także najpotężniejsi z nich - emir Himsu Kirchan i Tughtakin z Damaszku - przysłali mu swoje posiłki. Armia sułtańska wzrosła do olbrzymiej potęgi, w obliczu której rozpadło się przymierze frankijsko-saraceńskie. Dubajs wraz z Beduinami wycofał się daleko na wschód, Sultanszach i Tughril Arlsan uciekli, a Baldwin odstąpił od oblężenia i schronił się w twierdzy Al-Asarib. Pod koniec kwietnia, Al-Bursuki triumfalnie wmaszerował do Aleppa i przejął tam władzę w imieniu sułtana, ale póki co wstrzymał się od działań wojennych przeciwko łacinnikom, pragnąc wpierw utwierdzić swoją władzę nad okolicznymi ziemiami. Król Baldwin był pilnie wzywany przez sprawy swego królestwa, powrócił więc do Jerozolimy po dwóch latach nieobecności i przybył tam w kwietniu 1125 roku.

### Przebieg bitwy
Król nie przebywał długo w Jerozolimie, gdyż niepokoiły go wieści o posunięciach Turków na północy. Al-Bursuki był doświadczonym wodzem i znacznie groźniejszym przeciwnikiem od Artukidów. Zostawszy panem nie tylko Mosulu, ale i Aleppa, urósł do wielkiej potęgi, a występując w imieniu sułtana seldżuckiego, zjednoczył pod swoim sztandarem wszystkich muzułmanów z Syrii, którzy uznali go za swojego suzerena. Wkrótce też, na czele połączonych wojsk tureckich przystąpił do działań zbrojnych przeciwko łacinnikom. W marcu wkroczył do Szajzaru, gdzie tamtejszy emir, sprawujący pieczę nad zakładnikami Timurtasza, stanowiącymi gwarant wypłacenia przez króla Baldwina należnego okupu, przekazał ich Al-Bursukiemu. W maju atabeg zdobył chrześcijański zamek Kafartab, po czym przystąpił do oblężenia Zardany. Baldwin czym prędzej udał się na północ i pospiesznie zebrał pod swoim dowództwem wojska z Antiochii, Edessy i Trypolisu liczące w sumie tysiąc sto rycerzy i dwa tysiące piechoty. Były to wszystkie siły, jakie łacinnicy mogli wystawić w Syrii, poważnie osłabione przez wcześniejsze wojny z Ilghazim i rzeź w bitwie na Krwawym Polu. Król nie mógł zabrać ze sobą oddziałów z Królestwa Jerozolimy, gdyż obawiał się, że na bezbronny kraj napadną Fatymidzi z Egiptu.
W czerwcu armia turecka przebywająca na terytorium Hrabstwa Edessy, przystąpiła do oblężenia miasta Azaz (zdobytego przez Joscelina w 1118 roku). Były to cała armia, jaką posiadał Al-Bursuki, łącznie ze wszystkimi jego syryjskimi wasalami. Najpotężniejszy z nich, Tughtakin z Damaszku przybył osobiście na czele licznych oddziałów. 11 czerwca armia łacinników pod dowództwem króla Baldwina II, hrabiego Edessy Joscelina I i Ponsa, hrabiego Trypolisu, wydała bitwę muzułmanom oblegającym Azaz. Al-Bursuki miał ogromną przewagę liczebną, dlatego postanowił w pełni ją wykorzystać i od razu rzucił do bitwy wszystkie swoje siły, rezygnując z tradycyjnej taktyki Turków, polegającej na pozorowaniu ucieczki. Choć większość jego armii stanowili z pewnością konni łucznicy, uznał, iż od walki dystansowej, lepszym wyjściem będzie podjęcie walki z bliska. Bitwa pod Azaz była jedną z najbardziej krwawych batalii w historii państw krzyżowców. Po długich i ciężkich zmaganiach, ciężkozbrojni rycerze chrześcijańscy zwyciężyli gorzej uzbrojoną konnicę turecką, górując nad muzułmanami nie tylko jakością uzbrojenia, ale także wyszkoleniem i siłą fizyczną. Łacinnicy zdobyli ogromne łupy, które w całości pokryły koszt wykupu z niewoli rodziny królewskiej. Kwotę tę Baldwin zapłacił jednak nie Timurtaszowi, ale Al-Bursukiemu, który zwrócił mu jego córki, a pozostałych zakładników król wykupił od emira Sultana z Szajzaru.
Po bitwie zawarto rozejm. Muzułmanie zatrzymali Kafartab, ale wyrzekli się roszczeń do innych miast chrześcijańskich. Zawieszenie broni przetrwało aż osiemnaście miesięcy, co pozwoliło królowi Baldwinowi odetchnąć i powrócić do Jerozolimy, by zająć się sprawami królestwa, a także prowadzić wojnę z Damaszkiem. Al-Bursuki oddał Kafartab emirowi Himsu Kirchanowi, a sam powrócił do Mosulu, zostawiając część swoich żołnierzy do obrony Aleppa. 